# Huntington (Texas)
Huntington è un centro abitato degli Stati Uniti d'America, situato nella contea di Angelina dello Stato del Texas. Secondo il censimento effettuato nel 2010 la sua popolazione ammonta a 2,118 unità. Il suo nome deriva da Collis Potter Huntington, il presidente del consiglio di amministrazione della Southern Pacific Railroad quando si è formata la città e uno dei Big Four.

## Geografia fisica

### Territorio
Huntington è attraversata dalla U.S. Route 69 e dalla linea Southern Pacific Railroad. È situato nella fascia orientale della contea, quindici miglia a nord-ovest di Zavalla e dieci miglia ad est di Lufkin.
Secondo l'Ufficio del censimento degli Stati Uniti d'America la contea ha un'area totale di 2.7 miglia quadrate (7.1 km²), di cui 0.012 miglia quadrate (0.03 km², corrispondenti allo 0.36% del territorio) sono costituiti dall'acqua.

## Società

### Evoluzione demografica
Secondo il censimento del 2000, c'erano 2,068 persone, 757 nuclei familiari e 560 famiglie residenti nella città. La densità di popolazione era di 758.0 persone per miglio quadrato (292.5/km²). C'erano 894 unità abitative a una densità media di 327.7 per miglio quadrato (126.4/km²). La composizione etnica della città era formata dal 87.19% di bianchi, l'8.56% di afroamericani, lo 0.58% di nativi americani, lo 0.19% di asiatici, l'1.35% di altre razze, e il 2.13% di due o più etnie. Ispanici o latinos di qualunque razza erano il 3.72% della popolazione.
C'erano 757 nuclei familiari di cui il 41.2% aveva figli di età inferiore ai 18 anni, il 52.8% erano coppie sposate conviventi, il 17.3% aveva un capofamiglia femmina senza marito, e il 25.9% erano non-famiglie. Il 23.9% di tutti i nuclei familiari erano individuali e il 12.5% aveva componenti con un'età di 65 anni o più che vivevano da soli. Il numero di componenti medio di un nucleo familiare era di 2.73 e quello di una famiglia era di 3.25.
La popolazione era composta dal 32.0% di persone sotto i 18 anni, il 9.9% di persone dai 18 ai 24 anni, il 26.3% di persone dai 25 ai 44 anni, il 19.6% di persone dai 45 ai 64 anni, e il 12.2% di persone di 65 anni o più. L'età media era di 32 anni. Per ogni 100 femmine c'erano 91.0 maschi. Per ogni 100 femmine dai 18 anni in giù, c'erano 82.8 maschi.
Il reddito medio di un nucleo familiare era di 56,862 dollari, e quello di una famiglia era di 52,953 dollari. I maschi avevano un reddito medio di 36,338 dollari contro i 29,554 dollari delle femmine. Il reddito pro capite era di 11,989 dollari. Circa l'11.1% delle famiglie e il 14.2% della popolazione erano sotto la soglia di povertà, incluso il 14.5% di persone sotto i 18 anni e il 9.4% di persone di 65 anni o più.

## Cultura

### Istruzione
Huntington è servita dalla Huntington Independent School District.

### Media

#### Stampa
Il giornale locale di Huntington è l'Huntington Herald, che serve Huntington, Zavalla, Etoile, e Homer. Si tratta di un giornale mensile gratuito che può essere trovato nella maggior parte dei negozi e stabilimenti commerciali locali di tutta l'area. È stato fondato il 12 luglio 1972.